# Noblesville Boom
I Noblesville Boom sono una squadra di pallacanestro della periferia di Indianapolis, Noblesville, Indiana, che milita nella NBA G League, la lega di sviluppo professionistico della National Basketball Association.

## Storia della franchigia
La squadra ha tenuto un name-the-team contest sul proprio sito web, dove i tifosi potevano scegliere il nome per la squadra tra questi quattro: Lightning, Fire, Coyotes, e Mad Ants.
Il nome ufficiale della squadra è stato annunciato il 18 giugno 2007, è la scelta è ricaduta su i Mad Ants, il quale è collegato al nome del Generale "Mad" Anthony Wayne, dal quale deriva anche il nome della città, appunto Fort Wayne.
Nell'estate 2023 la squadra è stata ricollocata ad Indianapolis, predendo il nuovo nome di Indiana Mad Ants.
I Mad Ants hanno giocato solo la stagione 2024-25 a Indianapolis. La squadra si trasferirà nel sobborgo nord-orientale di Noblesville, dove giocherà nel nuovo The Arena at Innovation Mile. In quel periodo la squadra adottò il nome attuale di Noblesville Boom.

## Squadre NBA affiliate
Sono affiliati esclusivamente agli Indiana Pacers dal 2017.

## Palmarès
- Campione NBA G League: 1

2014

## Record stagione per stagione
| Stagione            | Division       | Regular season | Regular season | Regular season | Regular season | Play-off                                                                                                  |
| Stagione            | Division       | Piazzamento    | Vittorie       | Sconfitte      | %              | Play-off                                                                                                  |
| ------------------- | -------------- | -------------- | -------------- | -------------- | -------------- | --- |
| Fort Wayne Mad Ants |                |                |                |                |                | |
| 2007-08             | Central        | 4°             | 17             | 33             | 34,0           | - |
| 2008-09             | Central        | 5°             | 19             | 31             | 38,0           | - |
| 2009-10             | Eastern        | 5°             | 22             | 28             | 44,0           | - |
| 2010-11             | Eastern        | 3°             | 24             | 26             | 48,0           | - |
| 2011-12             | Eastern        | 8°             | 14             | 36             | 28,0           | - |
| 2012-13             | Eastern        | 2°             | 27             | 23             | 54,0           | perdono 1º turno (Santa Cruz) 2-0                                                                         |
| 2013-14             | Eastern        | 1°             | 34             | 16             | 68,0           | vincono 1º turno (Reno) 2-0 vincono semifinali (Sioux Falls) 2-0 vincono D-League Finals (Santa Cruz) 2-0 |
| 2014-15             | Central        | 2°             | 28             | 22             | 56,0           | vincono 1º turno (Maine) 2-0 vincono semifinali (Canton) 2-0 perdono D-League Finals (Santa Cruz) 0-2     |
| 2015-16             | Central        | 5°             | 20             | 30             | 40,0           | - |
| 2016-17             | Central        | 2°             | 30             | 20             | 60,0           | perdono 1º turno (Maine) 1-2                                                                              |
| 2017-18             | Central        | 1°             | 29             | 21             | 58,0           | perdono semifinali di Conference (Erie) 116-119                                                           |
| 2018-19             | Central        | 3°             | 23             | 27             | 46,0           | |
| 2019-20             | Central        | 4°             | 21             | 22             | 48,8           | |
| 2020-21             | -              | 13°            | 6              | 9              | 40,0           | |
| Regular season      | Regular season | Regular season | 314            | 344            | 47,7           | |
| Play-off            | Play-off       | Play-off       | 11             | 7              | 61,1           | |